# Tony Demers
Pour les articles homonymes, voir Demers.
Antonio Demers (né le 22 juillet 1917 à Chambly, Québec au Canada — mort le 3 septembre 1997) est un joueur canadien de hockey sur glace.

## Carrière de joueur
Il commença sa carrière en Europe avec les Southampton Vikings où il passa une saison entière. Il revint en Amérique lors de la saison suivante avec les Eagles de New Haven mais joua aussi ses premières parties dans la Ligue nationale de hockey avec les Canadiens de Montréal.
Il fallut attendre la saison 1940-1941 avant de le voir évoluer une saison complète avec le club montréalais. Il ne joua que 16 parties lors des deux saisons qui suivirent. Lors de sa dernière saison avec les Canadiens, il se fit complice du tout premier but en carrière de Maurice Richard.
Il joua ensuite avec les Reds de Providence dans la Ligue américaine de hockey et aussi une partie avec les Rangers de New York. Il joua au hockey jusqu'en 1949 lorsqu'un grave événement vint mettre un terme à sa carrière.

## Devant la justice
En novembre 1949, il fut reconnu coupable d'homicide involontaire et reçu une sentence de 15 ans de prison. Il avait battu à mort une femme deux mois plus tôt à Coaticook. Il purgea sa peine et recommença sa vie. Il décéda à l'âge de 80 ans.

## Statistiques
Pour les significations des abréviations, voir Statistiques du hockey sur glace.
| Saison     | Équipe                       | Ligue       |    | Saison régulière | Saison régulière | Saison régulière | Saison régulière | Saison régulière |    | Séries éliminatoires | Séries éliminatoires | Séries éliminatoires | Séries éliminatoires | Séries éliminatoires |
| Saison     | Équipe                       | Ligue       | PJ | B                | A                | Pts              | Pun              | PJ               | B  | A                    | Pts                  | Pun                  |                      |                      |
| 1935-1936  | Lafontaine de Montréal       | MCJHL       | 1  | 1                | 0                | 1                | 2                | -                | -  | -                    | -                    | -                    |                      |                      |
| 1936-1937  | Southampton Vikings          | Angleterre  |    | 21               | 7                | 28               | 16               | -                | -  | -                    | -                    | -                    |                      |                      |
| 1937-1938  | Eagles de New Haven          | IAHL        | 5  | 0                | 0                | 0                | 0                | 2                | 0  | 0                    | 0                    | 0                    |                      |                      |
| 1937-1938  | Canadiens de Montréal        | LNH         | 6  | 0                | 0                | 0                | 0                | -                | -  | -                    | -                    | -                    |                      |                      |
| 1938-1939  | Rapides de Lachine           | LSHQ        | 29 | 24               | 12               | 36               | 39               | 6                | 2  | 2                    | 4                    | 7                    |                      |                      |
| 1939-1940  | Braves de Valleyfield        | LSHQ        | 35 | 30               | 23               | 53               | 37               | -                | -  | -                    | -                    | -                    |                      |                      |
| 1939-1940  | Canadiens de Montréal        | LNH         | 14 | 2                | 3                | 5                | 2                | -                | -  | -                    | -                    | -                    |                      |                      |
| 1940-1941  | Canadiens de Montréal        | LNH         | 46 | 13               | 10               | 23               | 17               | 2                | 0  | 0                    | 0                    | 0                    |                      |                      |
| 1941-1942  | V's de Valleyfield           | MCHL        | 14 | 2                | 3                | 5                | 16               | 9                | 1  | 2                    | 3                    | 21                   |                      |                      |
| 1941-1942  | Canadiens de Montréal        | LNH         | 7  | 3                | 4                | 7                | 4                | -                | -  | -                    | -                    | -                    |                      |                      |
| 1942-1943  | Montréal Army                | MCHL        | 13 | 3                | 1                | 4                | 0                | 4                | 0  | 2                    | 2                    | 0                    |                      |                      |
| 1942-1943  | Canadiens de Montréal        | LNH         | 9  | 2                | 5                | 7                | 0                | -                | -  | -                    | -                    | -                    |                      |                      |
| 1943-1944  | Reds de Providence           | LAH         | 25 | 11               | 10               | 21               | 10               | -                | -  | -                    | -                    | -                    |                      |                      |
| 1943-1944  | Rangers de New York          | LNH         | 1  | 0                | 0                | 0                | 0                | -                | -  | -                    | -                    | -                    |                      |                      |
| 1944-1945  | Rapides de Lachine           | LSHQ        | 11 | 2                | 3                | 5                | 12               | -                | -  | -                    | -                    | -                    |                      |                      |
| 1945-1946  | Saints de Saint-Hyacinthe    | LSHQ        | 34 | 50               | 29               | 79               | 26               | -                | -  | -                    | -                    | -                    |                      |                      |
| 1946-1947  | Saint-François de Sherbrooke | LSHQ        | 43 | 32               | 36               | 68               | 8                | 10               | 8  | 15                   | 23                   | 2                    |                      |                      |
| 1946-1947  | Saint-François de Sherbrooke | Coupe Allan | -  | -                | -                | -                | -                | 4                | 2  | 2                    | 4                    | 2                    |                      |                      |
| 1947-1948  | Saint-François de Sherbrooke | LSHQ        | 52 | 62               | 46               | 108              | 24               | 10               | 6  | 6                    | 12                   | 9                    |                      |                      |
| 1948-1949  | Saint-François de Sherbrooke | LSHQ        | 60 | 53               | 58               | 111              | 29               | 10               | 10 | 2                    | 12                   | 8                    |                      |                      |
| Totaux LNH | Totaux LNH                   | Totaux LNH  | 83 | 20               | 22               | 42               | 23               | 2                | 0  | 0                    | 0                    | 0                    |                      |                      |

## Trophées et honneurs personnels
- Ligue de hockey senior du Québec
  - 1949 : nommé dans la 2e équipe d'étoiles
  - 1949 : récipiendaire du Byng of Vimy Trophy